# Agenioideus ruficeps
Agenioideus ruficeps is een vliesvleugelig insect uit de familie van de spinnendoders (Pompilidae). De wetenschappelijke naam van de soort is voor het eerst geldig gepubliceerd in 1849 door Eversmann.